# Pokerspelaren
Pokerspelaren (italienska: Il cartaio) är en italiensk thrillerfilm från 2004 i regi av Dario Argento, med Stefania Rocca, Liam Cunningham, Silvio Muccino och Adalberto Maria Merli i rollerna.

## Rollista
| Stefania Rocca        | – Anna Mari           |
| Liam Cunningham       | – John Brennan        |
| Silvio Muccino        | – Remo                |
| Adalberto Maria Merli | – Police Commissioner |
| Claudio Santamaria    | – Carlo Sturni        |
| Fiore Argento         | – Lucia Marini        |
| Cosimo Fusco          | – Berardelli          |
| Mia Benedetta         | – Francesca           |
| Giovanni Visentin     | – C.I.D. Chief        |
| Claudio Mazzenga      | – Mario               |
| Conchita Puglisi      | – Marta               |